# Чемпионат мира по конькобежному спорту
Чемпионат мира по конькобежному спорту - серия спортивных соревнований, проводимое Международным союзом конькобежцев.
В рамках чемпионата мира проводятся:
- Классическое многоборье
  - Чемпионат мира по конькобежному спорту в классическом многоборье (мужчины)
  - Чемпионат мира по конькобежному спорту в классическом многоборье среди женщин
- Спринтерское многоборье
  - Чемпионат мира по конькобежному спорту в спринтерском многоборье
- На отдельных дистанциях
  - Чемпионат мира по конькобежному спорту на отдельных дистанциях
- Среди юниоров
  - Чемпионат мира по конькобежному спорту среди юниоров